# 小野遥輝
小野 遥輝（おの はるき、1995年10月27日 - ）は、日本の元男子バレーボール選手である。

## 来歴
静岡県駿東郡出身。中学時代はサッカーに励んでいて、バレーボールを始めたのは高校1年生と遅く、中学時代の学級担任に勧められたのがきっかけだという。
静岡県立御殿場南高等学校を経て、2014年、東京学芸大学に進学。
2017年、U-23日本代表に選出され、エジプト・カイロで開催された世界U-23選手権に出場した。
2017年10月、サントリーサンバーズに内定し、2017/18V・プレミアリーグに内定選手として登録され計5セット出場した。
2018年、サントリーに入団。入社して間もない頃のインタビューでは、選手としての大きな目標はなく、5年プレーしたら社業につきたいと話していた。サッカーをしていた頃から膝を痛めていたこともあり、その上、普通に企業で働くことへの憧れも強かった。
しかし、コートに入るとがむしゃらさを見せ、スパイクやブロックなどで見せ場を作り、同い年のセッター・大宅真樹とも阿吽の呼吸を築き上げ、2年目からレギュラーに定着した。
2020-21シーズン、チームの14シーズンぶりのリーグ優勝に貢献した。2021-22シーズンもV1連覇に貢献し、3年ぶりに開催された第70回黒鷲旗全日本選抜大会でも前大会に続いての連覇に貢献した。黒鷲旗ではベスト6も受賞した。
2022年、AVCカップに出場するメンバー（B代表）としてではあるが、日本代表に初めて選出された。準決勝、決勝ではスタメン出場し、チームの準優勝に貢献した。しかし、それでも5シーズン目をもって引退する気持ちは変わらず、2022-23シーズンをもって現役引退する決断をしていた。山村宏太監督の慰留にも気持ちは変わらず、山村によると、小野の両親も強く引き止めていたとのこと。
2023年、2022-23 V.LEAGUE DIVISION1 MENでファイナルに進出し、3連覇のかかるファイナルのウルフドッグス名古屋戦が現役最後の試合となった。しかし、そのファイナルでは結果を残すことが出来ず、悔しいラストゲームとなってしまった。ファイナル終了をもって現役を引退し、社業に入った。
同年、燃ゆる感動かごしま国体に静岡県成年男子のメンバーとして出場することとなった。

## 人物・エピソード
- 同い年でサントリー同期の大宅真樹は、小野とのコンビプレーで息が合い、2019-20シーズンの頃、小野が生命線だと話した[12]。大宅とのコンビはファンから「ニコイチ」と呼ばれている[2]。
- 大宅とは練習中や移動中も共にすることも多く、早めに社業につきたいとも前から話していた。そのため、現役引退を決断したときも大宅は引き止めなかったという[2]。
- 前述の通り、学生時代から企業で働くことへの憧れが強かったため、サントリーからオファーを受けたときは、サントリーで働けることに強い魅力を感じて入団を決断した。現役時代も夏場には週に1、2回出社し上司の営業に同行していた[2]。

## 球歴
- 日本代表 - 2022年
  - AVCカップ - 2022年
- U-23日本代表 - 2017年
  - 世界U-23選手権 - 2017年

## 所属チーム
- 静岡県立御殿場南高等学校（2011-2014年）
- 東京学芸大学（2014-2018年）
- サントリーサンバーズ（2018-2023年）

## 受賞歴
- 2022年 - 第70回黒鷲旗全日本選抜大会 ベスト6